# William Clay Ford, Sr
Pour les articles homonymes, voir Ford (homonymie).
William Clay Ford, Sr, né le 14 mars 1925 à Détroit et mort le 9 mars 2014 à Grosse Pointe Shores, est le fils d'Edsel Bryant Ford et le petit-fils d'Henry Ford.